# Theros
Theros è un'espansione del gioco di carte collezionabili Magic: l'Adunanza, edito da Wizards of the Coast. In vendita in tutto il mondo dal 27 settembre 2013, è il primo set di tre del Blocco di Theros, che comprende anche Figli degli Dei e Viaggio verso Nyx.

## Ambientazione
Questo set è ambientato in un piano dimensionale mai esplorato prima, Theros appunto. Questo universo è ispirato alla mitologia greca, mentre la storia segue le avventure di Elspeth Tirel riprendendole dal momento in cui si erano interrotte, ovvero dalla fuga di Elspeth da Mirrodin, ormai tramutatosi in Nuova Phyrexia.

## Caratteristiche
Theros è composta da 249 carte, stampate a bordo nero, così ripartite:
- per colore: 37 bianche, 37 blu, 36 nere, 37 rosse, 37 verdi, 25 multicolore, 13 incolori, 27 terre.
- per rarità: 101 comuni, 60 non comuni, 53 rare, 15 rare mitiche e 20 terre base.

Il simbolo dell'espansione è composto da una colonna e due archi, e si presenta nei consueti quattro colori a seconda della rarità: nero per le comuni, argento per le non comuni, oro per le rare, e bronzo per le rare mitiche.
Theros è disponibile in bustine da 15 carte casuali e in 5 mazzi tematici precostituiti da 60 carte ciascuno:
- Benevolenza di Nyx (bianco/nero)
- Manipolatori Mostruosi (blu/rosso)
- Devozione all'Oscurità (nero/blu)
- Bestie Mitiche Fiammanti (rosso/verde)
- Esercito di Anthousa (verde/bianco)

### Prerelease
Theros fu presentata in tutto il mondo durante i tornei di prerelease il 21 settembre 2013. Diversamente dal solito, durante il prerelease ogni giocatore ha dovuto scegliere un "cammino dell'eroe", ricevendo un cofanetto del colore appropriato (uno per ognuno dei cinque colori della magia), che oltre a contenere diverse bustine da 15 carte casuali, forniva una "bustina selezionata", contenente in maggioranza carte del colore corrispondente al cammino scelto. Queste confezioni contenevano anche una speciale carta olografica promozionale che, contrariamente rispetto alla norma degli altri tornei di prerelease, poteva essere inclusa all'interno del proprio mazzo durante il torneo. La carta promo era differente per ogni cammino dell'eroe, ma tutte e cinque presentavano un'illustrazione alternativa rispetto alle carte che si potevano trovare nelle bustine. Ecco di seguito l'elenco:
- Arconte Celeste
- Kraken Affondatore
- Signore Supremo Ripugnante
- Divoratore di Braci
- Anthousa, Eroina di Setessa

Durante il Game Day (evento successivo al torneo di release ufficiale), inoltre, i giocatori di Magic hanno potuto prendere parte ad un mini-gioco parallelo al torneo normale, chiamato "Affronta l'Idra": utilizzando le speciali carte "Eroe" ottenute nei precedenti tornei ed i loro mazzi, chiunque lo desiderasse avrebbe potuto giocare una partita contro l'organizzatore dell'evento, in possesso di uno speciale mazzo "Idra" fornito dalla Wizards. Tale mazzo non poteva essere modificato e conteneva carte differenti dal normale (come per esempio "teste dell'idra" e magie uniche dagli effetti più disparati); la partita stessa seguiva regole differenti, come per esempio l'assenza per il mazzo Idra di ogni zona di gioco all'infuori del mazzo, del cimitero e del campo di battaglia. L'obiettivo finale del giocatore è quindi non più di sconfiggere l'avversario (che in questo particolare caso non ha nessun punto vita), ma di distruggere tutte le carte "testa dell'Idra" che questi riesce a giocare.

### Ristampe
Nel set sono state ristampate le seguenti carte da espansioni precedenti:
- Amuleto del Viaggiatore (dall'espansione Innistrad)
- Contraddire (dall'espansione Congiunzione)
- Corsiere Nessian (dall'espansione Visione Futura)
- Esplosione di Magma (dall'espansione Quinta Alba, presente anche nei set speciali Jace vs. Chandra e Heroes vs. Monsters)
- Frantumare (dalle espansioni Odissea, Zendikar e Ritorno di Avacyn, presente nei set base dalla Ottava Edizione alla Decima Edizione comprese oltre che in Magic 2011 e Magic 2012)
- Muro Mnemonico (dall'espansione Ascesa degli Eldrazi)
- Nullificare (dalle espansioni Saga di Urza e Mirrodin)
- Presa della Corrente (dall'espansione Ascesa Oscura)
- Rubapensieri (dall'espansione Lorwyn)
- Slancio Selvaggio (dall'espansione Ritorno a Ravnica)
- Ultimo Respiro (dalle espansioni Maschere di Mercadia e Landa Tenebrosa)
- Verdetto Divino (dai set base Magic 2010 e Magic 2013)

Inoltre le seguenti carte erano già state rese disponibili in anteprima all'interno del set speciale Heroes vs. Monsters:
- Anax e Cimede
- Baccanale Distruttivo
- Ordalia di Purforos
- Pegaso della Cavalleria
- Polikranos, Divoratore di Mondi
- Satiro Edonista

## Novità
Theros introduce tre nuove abilità nel gioco, oltre a riprendere Profetizzare, comparsa già in diversi set, per la prima volta nell'espansione Quinta Alba. In più con l'uscita del set vengono aggiunti tre nuovi tipi di creatura: Dio, Ninfa e Zibellino, oltre alle inedite combinazioni degli incantesimi con altri tipi di carta: artefatti e creature. Infine in questa espansione vengono presentate tre nuove carte Planeswalker.

### Nuove abilità
- Conferire

Le creature con l'abilità Conferire possono essere giocate, pagando il dato costo alternativo, come incantesimi anziché come creature, e venire perciò assegnate ad un'altra creatura che beneficerà dei loro effetti; da notare che in questa fase la creatura con Conferire non è considerata creatura, ma solamente Incantesimo. Quando la creatura incantata muore, la creatura-incantesimo non viene messa al cimitero come di norma, ma ritorna ad essere una creatura normale.
- Eroismo

L'abilità Eroismo permette di attivare determinati effetti se la creatura stessa è bersaglio di una magia lanciata dal suo controllore (ad esempio, il Capo della Falange permette di mettere un segnalino +1/+1 su ogni creatura controllata quando il suo controllore lo bersaglia con una magia). L'abilità innescata è differente per ogni creatura con Eroismo.
- Mostruosità

Una creatura con l'abilità Mostruosità può, pagando un dato costo di mana, ricevere X segnalini +1/+1: ciò la rende "mostruosa" (effetto con la pura funzione di impedire ulteriori attivazioni dell'abilità), e lo rimane fintanto che resta in campo, anche nel caso in cui perdesse i segnalini. Spesso le creature dotate dell'abilità hanno altre abilità utilizzabili proprio quando diventano mostruose. (per esempio, quando il Centimano diventa mostruoso ottiene l'abilità Raggiungere e la possibilità di bloccare fino a cento creature, anziché una).

### Devozione
La cosiddetta "devozione" di un giocatore verso un particolare colore, citata in diverse carte dell'espansione, è la quantità di simboli di quel colore nei costi di mana dei permanenti che il giocatore controlla. Nel caso il giocatore, per esempio, controllasse due creature con costo di mana rispettivamente 1GW (un mana incolore, uno verde ed uno bianco) e 4GG (quattro mana incolori e due verdi), la sua devozione verso il verde sarebbe di 3, mentre quella verso il bianco di 1 e nulla verso tutti gli altri colori. Non esiste una devozione verso il mana generico.

### Nuovi Planeswalker

#### Ashiok, Tessitore di Incubi
Ashiok è un planeswalker di cui non si conosce né la razza né il luogo d'origine. Ha la capacità di manipolare i sogni delle persone e materializzare i loro incubi sul piano reale per poi usarli a suo servizio. Non è chiaro cosa l'abbia spinto su Theros, probabilmente è stato attratto da come i sogni ivi svolgano un ruolo di maggiore rilievo rispetto agli altri piani che ha visitato.

#### Elspeth, Campionessa del Sole
Elspeth è giunta su Theros alla ricerca di uno scopo per cui combattere, sebbene il destino abbia altri progetti: è stata convocata infatti dal dio del sole Heliod, che sarà costretto a ricorrere a lei per porre fine ad una minaccia incombente.

#### Xenagos, il Dissoluto
Xenagos è un satiro originario di Theros, la cui vita è dedicata unicamente alla sregolatezza ed al divertimento senza limiti. Ma i suoi piani ambiscono a qualcosa di molto più grande: tramite un preciso rituale, il planeswalker ha infatti l'intenzione di ascendere al cielo di Nyx ed unirsi alle divinità di Theros.